# جون برمنغهام (شاعر)
جون برمنغهام (بالإنجليزية: John Birmingham)‏ هو جيولوجي وعالم فلك وشاعر أيرلندي، ولد في 1816، وتوفي في 7 سبتمبر 1884 في توام ‏ في جمهورية أيرلندا بسبب يرقان.